# Charlotte (prenume)
Charlotte (română: Carolina) este un prenume feminin. Vine din germana veche și înseamnă "om liber". Este varianta feminină a numelui Carol. 

## Statistică
Numele Charlotte a fost al 11-lea cel mai popular nume de fată în 2013 în Statele Unite. De asemenea este cel mai popular nume de fată în Australia și al 21-lea cel mai popular nume de fată în Anglia și Țara Galilor.

## Personalități marcante
- Charlotte de Mecklenburg-Strelitz, regină a Angliei;
- Charlotte de Savoia, regină a Franței;
- Charlotte a Spaniei, regină a Portugaliei;
- Charlotte a Prusiei, țarină a Rusiei;
- Charlotte a Austriei, arhiducesă de Austria;
- Charlotte a Belgiei, împărăteasă a Mexicului;
- Sophia Charlotte de Hanovra, aristocrată;
- Hedwig Elizabeth Charlotte de Holstein-Gottorp, regină a Suediei;
- Ducesa Sophie Charlotte de Bavaria, ducesă de Bavaria;
- Charlotte de Luxemburg, Mare Ducesă de Luxemburg;
- Charlotte de Saxa-Meiningen, aristocrată;
- Charlotte, Ducesă de Saxa-Meiningen, ducesă de Saxa-Meiningen;
- Prințesa Charlotte Augusta de Wales, prințesă de Wales;
- Prințesa Charlotte de Cambridge, prințesă de Cambridge;
- Charlotte Brontë, autoare;
- Charlotte Rampling, actriță;
- Charlotte Cederschiöld, politiciană;
- Charlotte Flair, numele de scenă al wrestler-ului Elizabeth Asley Fliehr.

## Localități
- Charlotte, oraș din Statele Unite ale Americii;
- Charlottetown, oraș din Canada;
- Charlottenburg, oraș din România;
- Charlottenburg-Wilmersdorf, sector din Germania;
- Charlottenberg, oraș din Suedia.

## Clădiri
- Castelul Charlottenburg, castel din sectorul Charlottenburg-Wilmersdorf, Berlin, Germania numit după Sophia Charlotte de Hanovra.

|  | Acastă pagină se referă la un prenume. Eventual vezi legături interne. |